# Site archéologique de Larina
Pour les articles homonymes, voir Larina.
Larina, ou éperon barré d'Hières-sur-Amby, est un site archéologique situé à Hières-sur-Amby, dans le département de l'Isère, en région Rhône-Alpes.
Le site contient de nombreux vestiges de son occupation au cours de plusieurs périodes allant de l'Âge du bronze jusqu'au haut Moyen Âge. Construit sur un éperon rocheux calcaire dominant le cours supérieur du Rhône de plus de 200 mètres, le site est défendu par une levée artificielle qui délimite une superficie de 21 hectares. Le site est classé au titre des monuments historiques depuis le 12 avril 1983, où il est également référencé comme éperon barré d'Annoisin-Chatelans.

## Situation
Situé sur le cours supérieur du Rhône, qu'il domine de 200 m par ses falaises, le site de Larina occupe plus de 21 ha, délimités par un rempart de 950 m  de long, sur le plateau de l'Isle-Crémieu, dans le nord de l'Isère. Il appartient pour moitié aux communes de Hières-sur-Amby et d'Annoisin-Chatelans.

## Historique
De nombreuses carrières ont occasionné des dégradations au début du XXe siècle.
Des fouilles ont été organisées dès les années 1970-75 par le père Nicolet, curé de Chavanoz, auxquelles il faisait participer des jeunes de sa paroisse. Plus tard, ces fouilles ont été prises en main par des professionnels. Après 18 ans de fouilles archéologiques (1977-1995) conduites par le ministère de la Culture (direction Patrick Porte), le site  a été transformé en parc archéologique ouvert au public. Un musée, la Maison du Patrimoine, présente le résultat des fouilles et les objets découverts à Hières-sur-Amby.

## Description
Le site est d'abord occupé sporadiquement au Néolithique récent, puis par un habitat de cabanes et fosses pendant l'Âge du bronze final. Un premier rempart est alors peut-être construit à cette époque. Pendant l'Âge du fer laténien, le site devient un grand oppidum allobroge. Un vaste rempart en pierres liées à l'argile enserre alors des cabanes de torchis livrant du mobilier artisanal et surtout d'importants dépôts funéraires (armes pliées et mobiliers métalliques, céramiques...) déposés dans des cheminées de la falaise ("Trou de la Chuire"). Plus qu'un habitat permanent, le site est alors plutôt interprété comme un lieu de rassemblements périodiques, de foires et marchés du peuple allobroge, lié à un important sanctuaire celtique en aire ouverte.
Le site est abandonné au début de la Gaule romaine, avant qu'un sanctuaire dédié au dieu Mercure y soit construit. Des vestiges de celui-ci ont été trouvés : un autel dédicacé (daté par son graphisme du IIIe siècle) et d'importants blocs de construction dispersés sur le site.
Pendant l'Antiquité tardive, du milieu du IVe à la fin du  Ve siècle, un nouvel établissement agricole, annexe probable d'une villa de plaine des environs, réoccupe le plateau. Des cabanes de bois et torchis sont d'abord construites avant d'être détruites par un incendie. Sur la colline voisine, une nécropole de sépultures en pleine terre (« La Motte 1») reçoit les défunts. Puis un village de seize édifices construits en torchis sur des solins de galets est édifié. Six maisons sont constituées d'une pièce principale avec foyer et d'une annexe au nord. Neuf autres édifices constituent de vastes bâtiments d'exploitation communautaires (entrepôts, pressoirs, ateliers et remises...). Un temple traditionnel (fanum) au plan et aux dépôts d'offrandes caractéristiques complète enfin cette occupation marquée également par d'importants fronts de carrières de moellons et lauzes qui complétaient l'agriculture et l'élevage de l'exploitation. Sur la colline voisine, une nouvelle nécropole (« La Motte 2 ») de sépultures en rangées parallèles, cette fois en coffres de lauzes, s'implante au dessus des tombes précédentes.
Parmi ces tombes, une est particulière. Tout d’abord, elle est creusée dans une cabane abandonnée, et la fosse a servi de dépotoir après l’inhumation. La personne inhumée avait sans doute les pieds attachés. Après sa mort, cette personne a été décapitée, et sa tête posée sur une lauze, elle-même posée sur le bassin. Les archéologues envisagent une personne crainte pour avoir subi un tel traitement.
Au début du VIe siècle, tous les bâtiments sont soigneusement arasés et/ou incendiés. Le fanum est ponctuellement transformé en grande habitation avant d'être aussi rasé. Un nouveau type d'occupation prend place avec la construction en moellons et toiture de lauze d'un vaste bâtiment d'habitation de près de 1 500 m2 reposant sur les ruines précédentes. Bien que totalement en pierres, le plan de l'édifice reprend ceux  des grands bâtiments de type germanique. Deux autres édifices de même type de construction, eux d'exploitation, et dont l'un intègre les ruines du pressoir antique incendié avant de s'agrandir en longueur, reçoivent des étables et ateliers. Élevage et agriculture sont toujours les activités dominantes. Sur une autre colline du site, "le Mollard 1", une église funéraire est construite pour les nouveaux arrivants. Elle reçoit de nombreuses sépultures privilégiées alors que d'autres tombes sous lauzes s'étendent autour d'elle. Le mobilier retrouvé sur le site caractérise là une villa burgonde autonome implantée sur le plateau à la place de l'annexe de la villa tardoantique précédente.

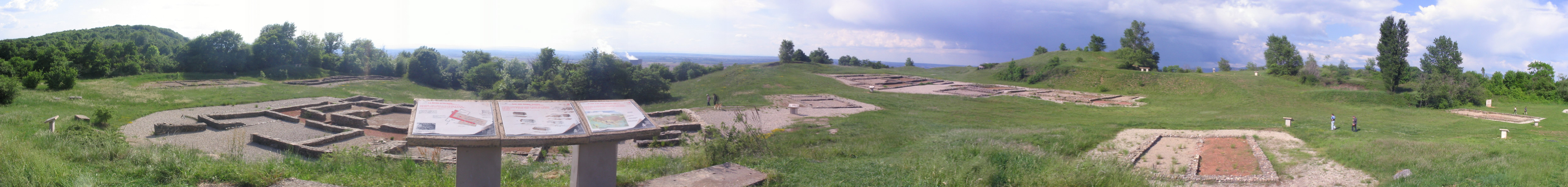
Vue panoramique du site

Dans la seconde moitié du VIe siècle, et jusqu'à sa disparition au VIIIe siècle, cette villa est remaniée pour devenir le centre d'un castrum mérovingien. Le bâtiment central est reconstruit de manière plus fruste qu'auparavant, agrandi et subdivisé en différentes unités. Les bâtiments d'exploitation sont aussi agrandis et réorganisés. De même l'église ("Mollard 2") est agrandie et subdivisée en plusieurs chapelles funéraires indépendantes et un mausolée funéraire est édifié au milieu de la nécropole voisine sous lauzes qui continue de s'étendre. Le rempart laténien est alors reconstruit en moellons liés au mortier de chaux et en remployant des blocs antiques monumentaux. Le mobilier du site, notamment métallique, devient alors plus caractéristique du nord de la France. Alors que les études anthropologiques montraient auparavant une population peu métissée d'origine régionale et aux caractères d'agriculteurs et d'artisans, le nouveau groupe montre des spécificités plus septentrionales, avec notamment la présence d'un important corps de guerriers et cavaliers aux blessures et traumatismes caractéristiques, aux côtés de femmes et d'enfants. Le site est alors interprété comme une colonie franque chargée de protéger la plaine est de Lyon selon un modèle bien connu par les textes antiques.
Courant VIIIe siècle, le site est abandonné volontairement : toutes les ouvertures extérieures des bâtiments et de la chapelle sont murées, l'autel et les outils de productions (pressoirs et meules...) sont déménagés. Les murs s'écroulent progressivement faute d'entretien. D'autres établissements sont alors fondés dans des espaces plus ouverts du plateau et de la plaine. Ceux-ci se partagent par moitié la propriété du site dont les communes de Annoisin-Chatelans et Hieres-sur-Amby sont aujourd'hui les héritières.

Vestiges du site
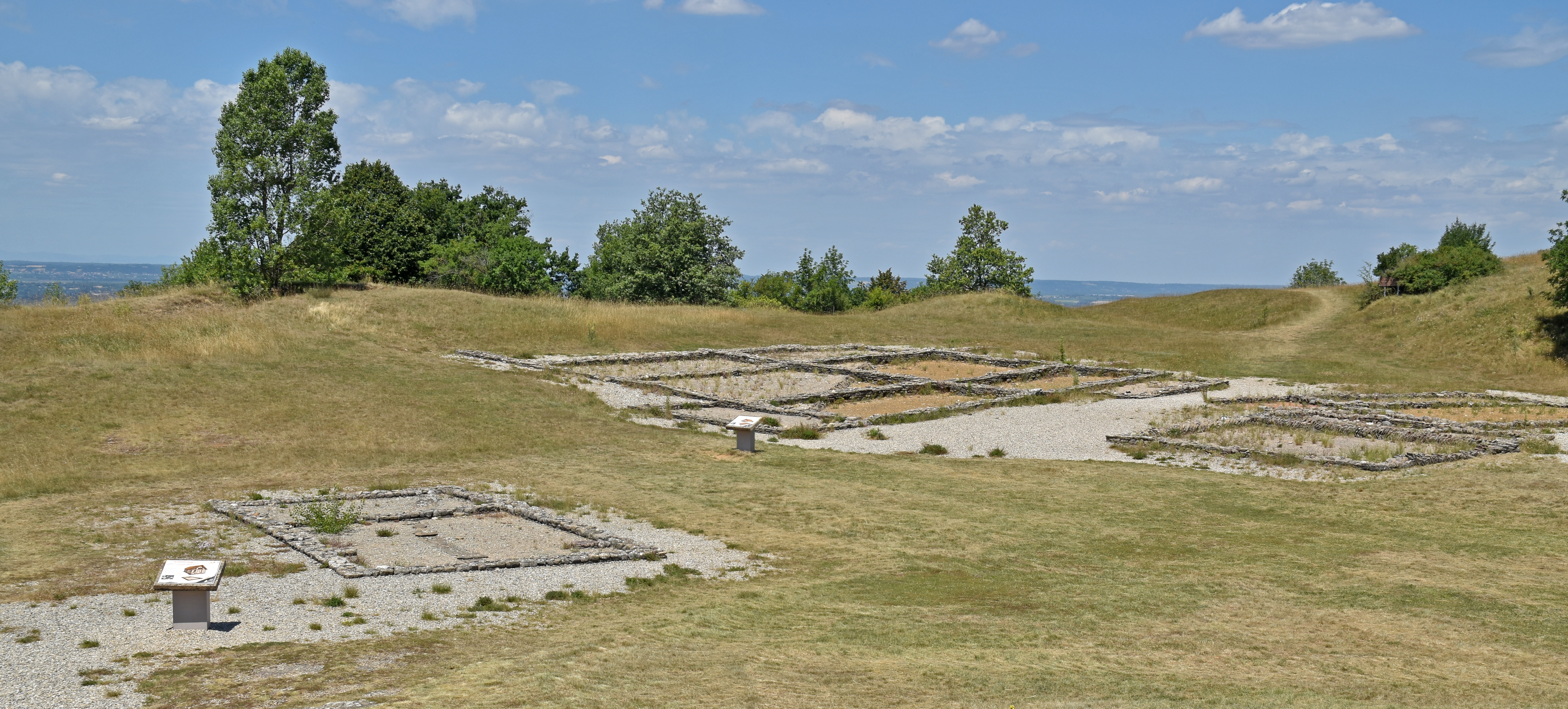
Vue partielle du site.
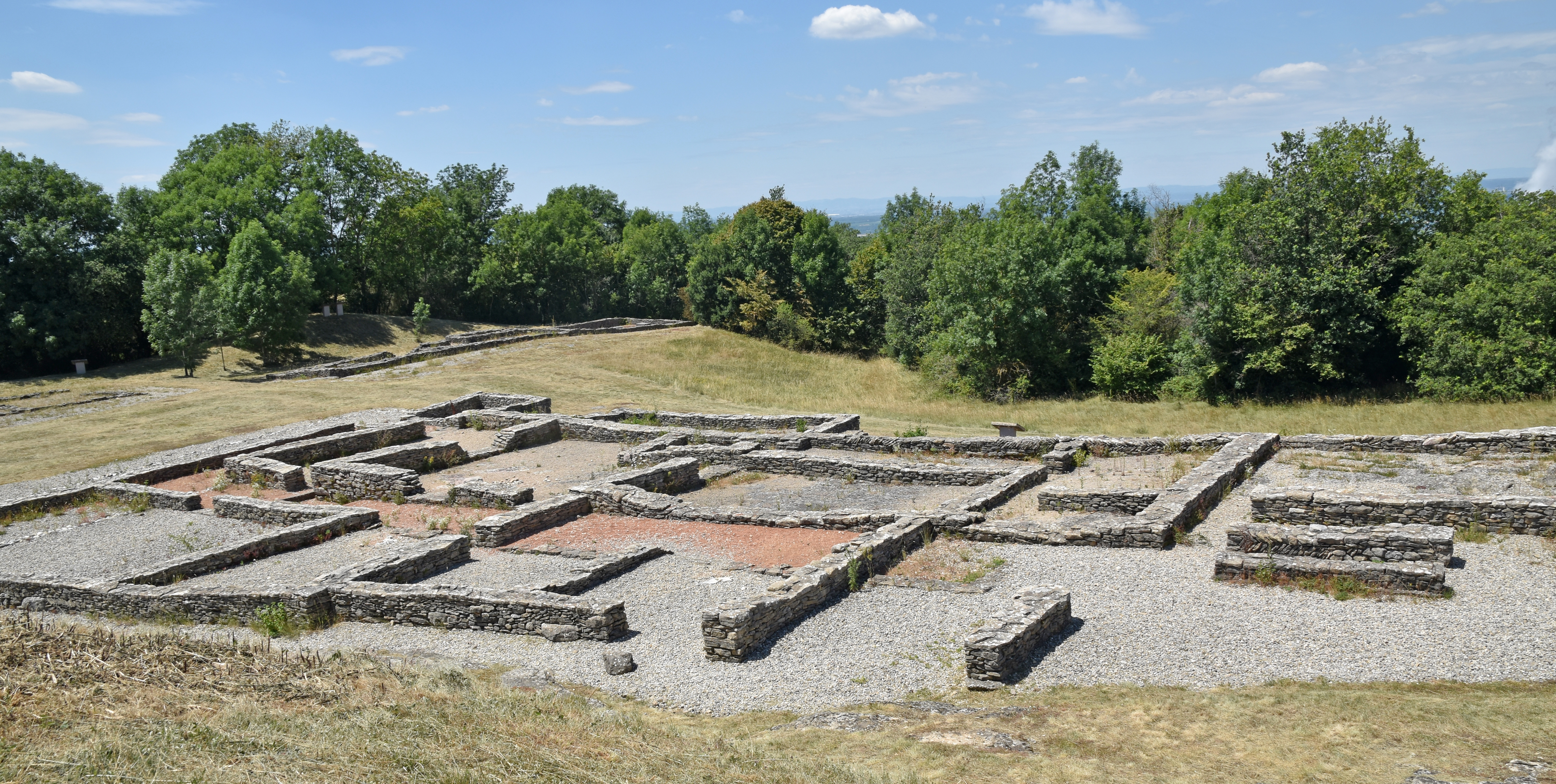
Tracé reconstitué d'une ferme de grande taille établie au haut Moyen-Age.